# سلتسه (استان دوبریچ)
سلتسه (به بلغاری: Seltse) یک منطقهٔ مسکونی در بلغارستان است که در شهرستان کاوارنا واقع شده‌است.